# Myosotis
Myosotis, conocida comúnmente como Nomeolvides, miosotis,  nomemires o raspilla, es un género de plantas perteneciente a la familia Boraginaceae. Simbólicamente se conoce como la flor del amor desesperado o el amante eterno. Hay cerca de 50 especies con gran variación entre ellas. Sin embargo, la mayoría tiene pequeñas flores de 1 cm de diámetro con cinco pétalos azules que crecen en los extremos de los tallos en ramilletes. Son muy populares en los jardines como planta ornamental.

## Descripción

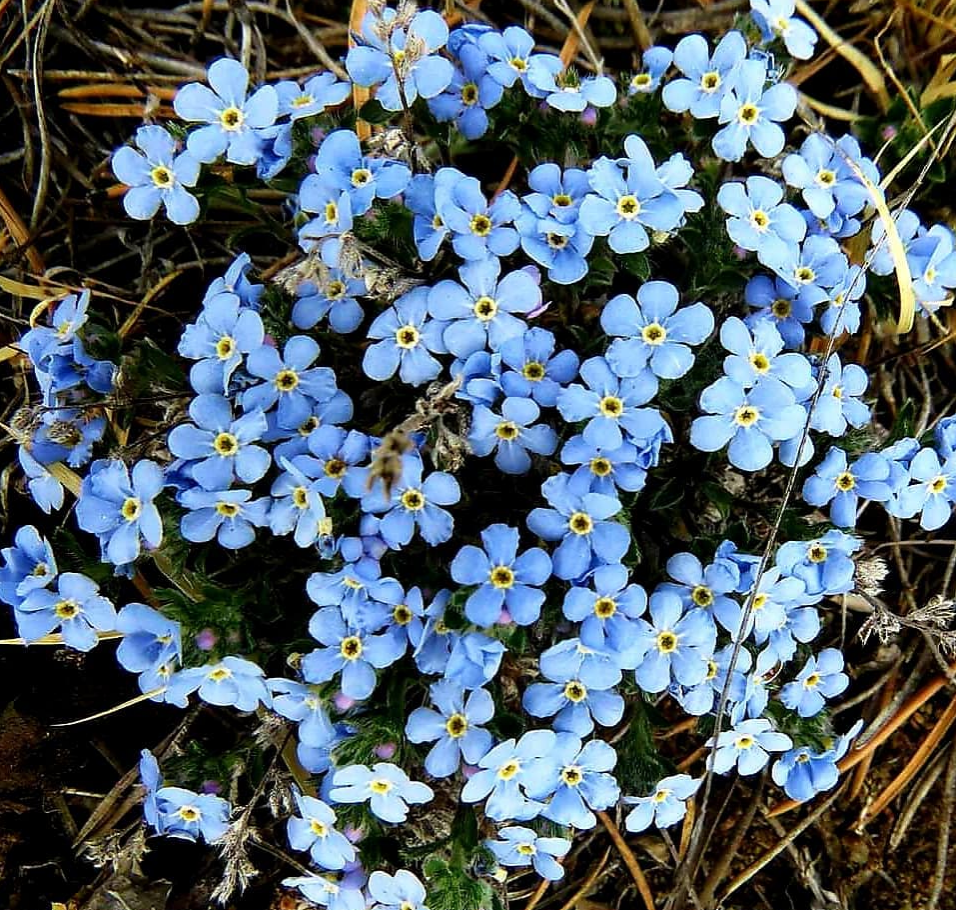
Myosotis en Siberia Oriental

Pueden ser plantas anuales perennes con pequeñas semillas. La mayoría de las especies son endémicas de Nueva Zelanda, aunque hay dos especies europeas, en especial M. sylvatica que se ha extendido por todas las regiones templadas de Europa, Asia y América. En las Islas Canarias también se puede observar con relativa facilidad en los enclaves abiertos, bordes de carreteras y caminos en los dominios de la laurisilva y el fayal brezal en las islas de La Gomera, La Palma, El Hierro, Tenerife y Gran Canaria. Incluso puede subir hasta el pinar mixto, salvo en La Gomera. 

## Taxonomía
El género fue descrito por Carlos Linneo y publicado en Species Plantarum 1: 131. 1753. La especie tipo es: Myosotis scorpioides L.

## Etimología
Myosotis: nombre genérico que deriva del griego: mys, myos, que significa «ratoncillo» y otos, que significa «oreja», aludiendo a la forma de la hoja en algunas de las especies del género.

## Simbología

### Juan Domingo Perón
La no me olvides se usó en Argentina como modo de recordar al exiliado presidente Juan Domingo Perón, ya que estuvieron prohibidos su partido o expresiones a favor del peronismo luego del golpe de Estado ocurrido en 1955. Incluso inspiró un poema del reconocido autor Arturo Jauretche, que lleva el mismo nombre y es un símbolo de la resistencia peronista.

### La masonería y el nazismo
Durante la persecución y prohibición de la masonería por el régimen nazi de Hitler, los masones continuaron reuniéndose y celebrando sus rituales en secreto. La escuadra y el compás no era un buen símbolo para usar por aquel entonces. Así que, para poder reconocerse entre ellos, la pequeña flor azul fue elegida como emblema masónico y también como recuerdo de la eternidad del espíritu sobre la materia o la vida sobre la muerte que le esperaba a aquel masón que fuese descubierto por nazismo. A lo largo de toda la era nazi, una pequeña flor azul en la solapa identificaba a un masón de forma discreta.

### El genocidio armenio
La flor fue elegida en 2015 como símbolo de las conmemoraciones del centenario del genocidio armenio. La distintiva representación fue seleccionada entre decenas de propuestas recibidas por la comisión del 100° aniversario. Nomeolvides tiene el mismo significado en todos los idiomas y el lema adoptado fue «Recuerdo y reclamo». El símbolo representa las doce columnas de piedra del monumento al genocidio de Dzidzernagapert, mientras que los cinco pétalos invocan a los cinco continentes donde los armenios encontraron refugio, dando creación a la gran diáspora armenia.
También, con el característico apelativo de “flor del olvido” con el que suele llamarse, se cree que estas también podían transmitir que el destinatario de estas flores se olvide de algo que ha hecho el remitente, y a su vez, pedir perdón.

## Especies seleccionadas
- Myosotis albiflora
- Myosotis alpestris
- Myosotis alpina
- Myosotis arvensis
- Myosotis australis
- Myosotis azorica
- Myosotis caespitosa
- Myosotis colensoi
- Myosotis discolor
- Myosotis ramosissima
- Myosotis scorpioides
- Myosotis secunda
- Myosotis sicula
- Myosotis stricta
- Myosotis sylvatica